# Махровость цветка

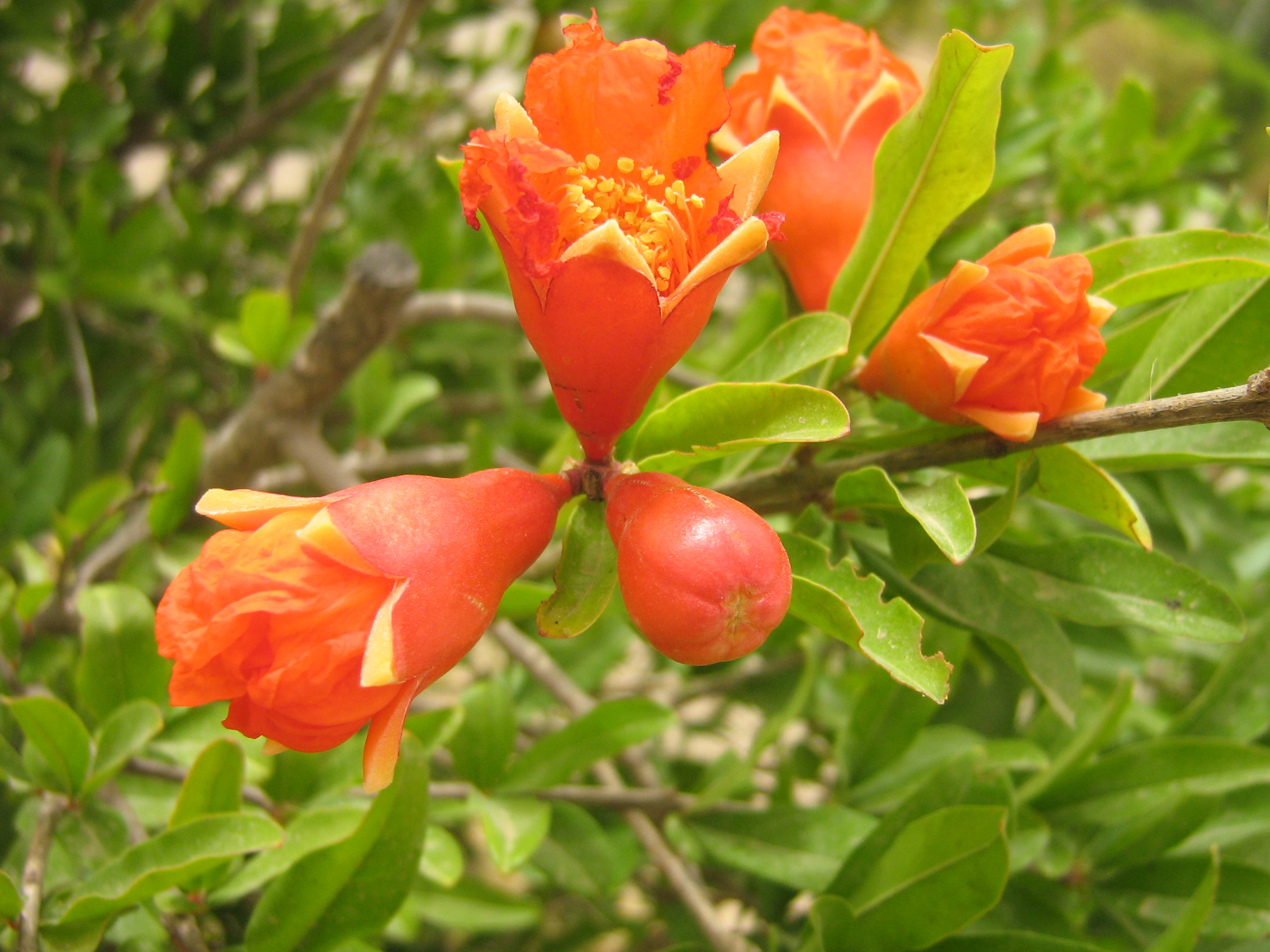
Цветущий гранат

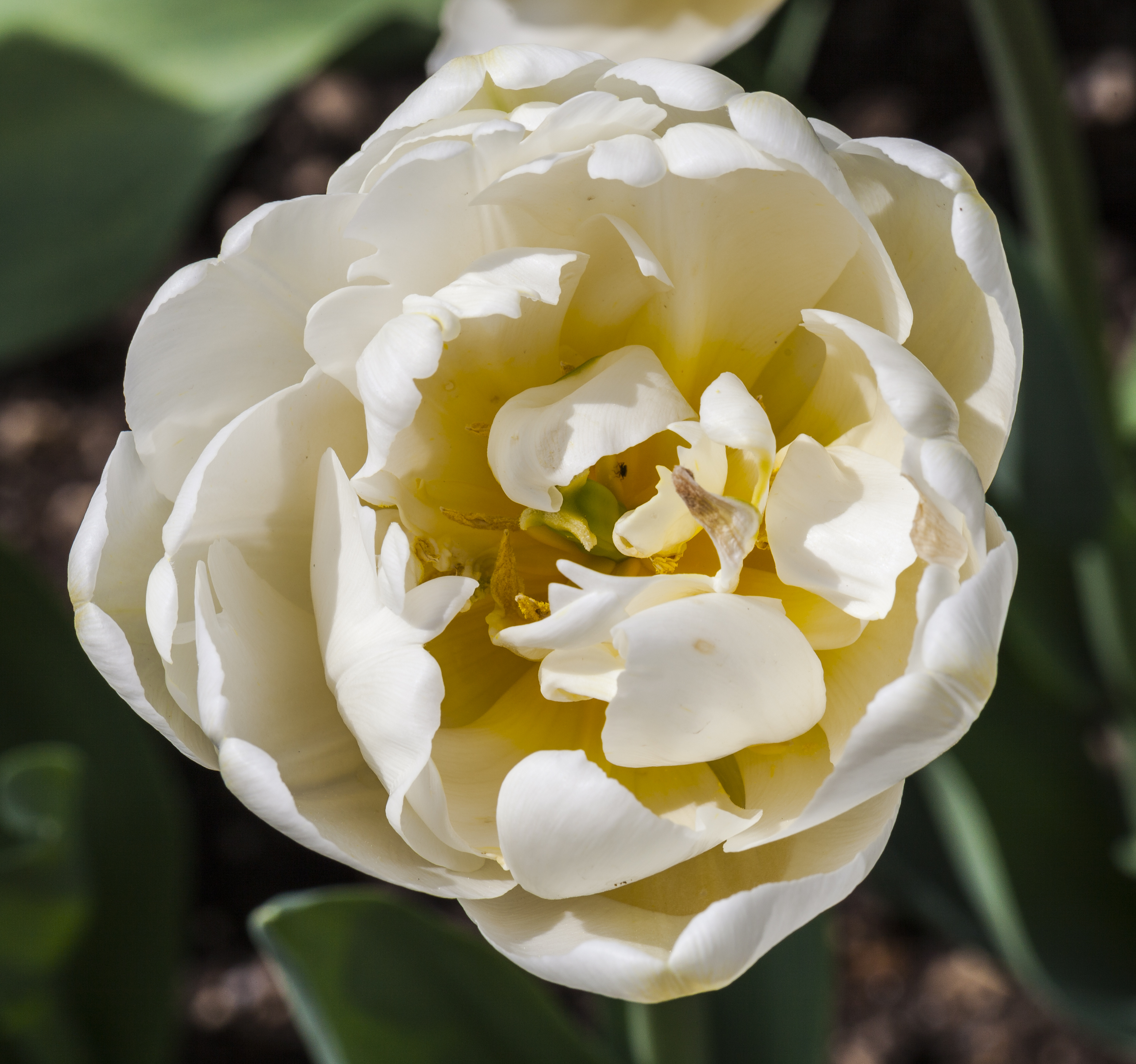
Махровый сорт тюльпана Геснера

Махровость цветка — особенность строения цветков, связанная с увеличением числа лепестков (истинная махровость) или с изменением формы и размеров венчика цветков, собранных в соцветие (ложная махровость).
Представляет собой явление разрастания венчика либо венчиковидного околоцветника, которое связано с увеличением числа лепестков. Весьма часто махровость является результатом превращения в лепестки тычинок (отмечается у пионов, роз, лютиков, граната и др.), пестиков (отмечается у лютиковых, розоцветных, некоторых фиалок, клевера, махровых форм петуньи и др.), намного реже — в результате увеличения числа кругов в простом околоцветнике (махровые формы тюльпанов, лилий), как следствие расщепления лепестков (отмечается у фуксии) либо тычинок (отмечается у некоторых гвоздичных).
У сложноцветных отмечаются махровые соцветия — результат превращения срединных обоеполых цветков в язычковые, преимущественно бесплодные (георгина, астра, хризантема), либо периферических язычковых — в трубчатые.
Махровость цветков в цветоводстве достигается путём гибридизации или изменения условий культуры.
Махровость очень часто сопровождается большими изменениями органов самого цветка: на стенке завязи, на рыльце могут возникать пыльники (примула), на тычинках — семяпочки (фуксия, роза) и т. д. Преимущественно встречается неполная махровость, реже — полная: когда все тычинки и пестики трансформируются в лепестки (подобные цветки семян не дают). При махровости в лепестках (из тычинок) образуется пыльца, находящаяся в глубоко расположенных тканях, поэтому к распусканию цветков она разрушается. Будучи собранной вовремя, данная пыльца является пригодной для искусственного опыления. Если у махровых цветков остаются функционирующими и пестики, и тычинки, то семена образуются нормально.